# 兵庫県道232号西明石停車場線
兵庫県道232号西明石停車場線（ひょうごけんどう232ごう にしあかしていしゃじょうせん）は、兵庫県明石市を通る一般県道である。

## 概要
JR西日本山陽本線・山陽新幹線 西明石駅前から国道2号に至る。

### 路線データ
- 起点：明石市小久保2丁目（JR西日本山陽本線・山陽新幹線 西明石駅前）
- 終点：明石市小久保2丁目（西明石駅前交差点、国道2号交点）
- 総延長：93 m

## 地理

### 通過する自治体
- 明石市

### 交差する道路
| 交差する道路           | 交差する場所 | 交差する場所            |
| ---------------------- | ------------ | ----------------------- |
| 国道2号 国道250号 重複 | 小久保2丁目  | 西明石駅前交差点 / 終点 |

### 沿線
- JR西日本山陽本線・山陽新幹線 西明石駅